# Манєровичі
45°24′ пн. ш. 15°43′ сх. д. / 45.40° пн. ш. 15.72° сх. д.
Манєровичі (хорв. Manjerovići) — населений пункт у Хорватії, у Карловацькій жупанії у складі міста Карловаць.

## Населення
Населення за даними перепису 2011 року становило 32 осіб.
Динаміка чисельності населення поселення: